# Фінал WTA 2016
WTA фінал 2016 — жіночий тенісний турнір, що відбувся в Сінгапурі з 23 до 30 жовтня 2016 року. Це був 46-й за ліком підсумковий турнір сезону в одиночному розряді і 41-й - у парному. 8 гравчинь в одиночному розряді й 8 пар змагалися на Singapore Indoor Stadium.

## Призовий фонд і очки
Сумарний призовий фонд турніру BNP Paribas 2016 WTA Finals становив US$7,000,000.
| Одиночний розряд                                                       | Одиночний розряд                                        | Одиночний розряд |
| Етап                                                                   | Грошовий приз                                           | Очки!            |
| ---------------------------------------------------------------------- | ------------------------------------------------------- | ---------------- |
| Чемпіонка                                                              | RR1 + $1,750,000                                        | RR + 750         |
| Суперниця у фіналі                                                     | RR + $590,000                                           | RR + 330         |
| Півфіналістки                                                          | RR + $40,000                                            | RR               |
| За перемогу в матчі кругового турніру                                  | +$153,000                                               | +250             |
| За участь у матчі кругового турніру                                    | Н/Д                                                     | +125             |
| Нагорода за участь                                                     | 3 матчі = $151,000 2 матчі = $130,000 1 матч = $110,000 | Н/Д              |
| Нагорода запасній                                                      | 2 матчі = $109,000 1 матч = $89,000 0 матчів = $68,000  | Н/Д              |
| 1 RR означає грошовий приз чи очки здобуті на етапі кругового турніру. |                                                         |                  |

| Парний розряд         | Парний розряд | Парний розряд |
| Етап                  | Грошовий приз | Очки!         |
| --------------------- | ------------- | ------------- |
| Чемпіонки             | $500,000      | 1500          |
| Суперниці у фіналі    | $260,000      | 1080          |
| Півфіналістки         | $157,500      | 750           |
| Чвертьфіналістки      | $81,250       | 375           |
| Грошовий приз на пару |               |               |

## Гравчині, що кваліфікувалися

### Одиночний розряд
| #   | Гравчині                 | Очки  | Турнірів | Коли кваліфікувалася |
| --- | ------------------------ | ----- | -------- | -------------------- |
| 1   | Анджелік Кербер (GER)    | 8,000 | 20       | 22 серпня            |
| inj | Серена Вільямс (USA)     | 7,050 | 7        | 22 серпня            |
| 2   | Агнешка Радванська (POL) | 4,975 | 19       | 4 жовтня             |
| 3   | Сімона Халеп (ROU)       | 4,728 | 17       | 29 вересня           |
| 4   | Кароліна Плішкова (CZE)  | 4,100 | 21       | 4 жовтня             |
| 5   | Гарбінє Мугуруса (ESP)   | 3,736 | 19       | 14 жовтня            |
| 6   | Медісон Кіз (USA)        | 3,637 | 15       | 16 жовтня            |
| 7   | Домініка Цібулкова (SVK) | 3,625 | 21       | 16 жовтня            |
| 8   | Світлана Кузнецова (RUS) | 3,490 | 20       | 22 жовтня            |

### Парний розряд
| # | Гравчині                                       | Очки  | Турнірів | Коли кваліфікувалася |
| - | ---------------------------------------------- | ----- | -------- | -------------------- |
| 1 | Каролін Гарсія (FRA) Крістіна Младенович (FRA) | 7,360 | 16       | 6 вересня            |
| 2 | Мартіна Хінгіс (SUI) Саня Мірза (IND)          | 6,315 | 14       | 21 червня            |
| 3 | Бетані Маттек-Сендс (USA) Луціє Шафарова (CZE) | 5,226 | 7        | 1 жовтня             |
| 4 | Катерина Макарова (RUS) Олена Весніна (RUS)    | 4,495 | 7        | 13 вересня           |
| 5 | Тімеа Бабош (HUN) Ярослава Шведова (KAZ)       | 3,975 | 12       | 5 жовтня             |
| 6 | Чжань Хаоцін (TPE) Чжань Юнжань (TPE)          | 3,845 | 18       | 5 жовтня             |
| 7 | Андреа Главачкова (CZE) Луціє Градецька (CZE)  | 3,775 | 16       | 5 жовтня             |
| 8 | Юлія Гергес (GER) Кароліна Плішкова (CZE)      | 3,485 | 11       | 5 жовтня             |

## Шлях до Сінгапуру

### Одиночний розряд
Гравчині на  золотому  тлі мають досить очок, щоб кваліфікуватися.

Гравчині на  брунатному  тлі кваліфікувалися, але відмовилися від участі.

Дві гравчині після них будуть в Сінгапурі запасними.
| Місце                    | Гравчиня             | Турніри Великого шлему | Турніри Великого шлему | Турніри Великого шлему | Турніри Великого шлему | Premier Mandatory | Premier Mandatory | Premier Mandatory | Premier Mandatory | Найкращі результати в Premier 5 | Найкращі результати в Premier 5 | Найкращі результати в інших турнірах | Найкращі результати в інших турнірах | Найкращі результати в інших турнірах | Найкращі результати в інших турнірах | Найкращі результати в інших турнірах | Найкращі результати в інших турнірах | Загалом очок | Турнірів | Титулів |
| ------------------------ | -------------------- | ---------------------- | ---------------------- | ---------------------- | ---------------------- | ----------------- | ----------------- | ----------------- | ----------------- | ------------------------------- | ------------------------------- | ------------------------------------ | ------------------------------------ | ------------------------------------ | ------------------------------------ | ------------------------------------ | ------------------------------------ | ------------ | -------- | ------- |
| Місце                    | Гравчиня             | AUS                    | FRA                    | WIM                    | USO                    | INW               | MIA               | MAD               | BEI               | 1                               | 2                               | 1                                    | 2                                    | 3                                    | 4                                    | 5                                    | 6                                    | Загалом очок | Турнірів | Титулів |
| 1                        | Анджелік Кербер      | П 2000                 | 1/64Ф 10               | Ф 1300                 | П 2000                 | 1/32Ф 10          | ПФ 390            | 1/32Ф 10          | 1/8Ф 120          | Ф 585                           | ПФ 350                          | П 470                                | Ф 305                                | ПФ 185                               | 1/8Ф 105                             | ЧФ 100                               | ЧФ 60                                | 8000         | 20       | 3       |
| 2                        | Серена Вільямс       | Ф 1300                 | Ф 1300                 | П 2000                 | ПФ 780                 | Ф 650             | 1/8Ф 120          | A 0               | A 0               | П 900                           |                                 |                                      |                                      |                                      |                                      |                                      |                                      | 7050         | 7        | 2       |
| 3                        | Агнешка Радванська   | ПФ 780                 | 1/8Ф 240               | 1/8Ф 240               | 1/8Ф 240               | ПФ 390            | 1/8Ф 120          | 1/32Ф 10          | П 1000            | ПФ 350                          | ЧФ 190                          | П 470                                | П 280                                | ЧФ 190                               | ПФ 185                               | ПФ 185                               | 1/8Ф 105                             | 4975         | 19       | 3       |
| 4                        | Сімона Халеп         | 1/64Ф 10               | 1/8Ф 240               | ЧФ 430                 | ЧФ 430                 | ЧФ 215            | ЧФ 215            | П 1000            | 1/8Ф 120          | П 900                           | ПФ 350                          | ПФ 350                               | П 280                                | ПФ 185                               | 1/8Ф 1                               | 1/8Ф 1                               | 1/16Ф 1                              | 4728         | 17       | 3       |
| 5                        | Кароліна Плішкова    | 1/16Ф 130              | 1/64Ф 10               | 1/32Ф 70               | Ф 1300                 | ПФ 390            | 1/32Ф 10          | 1/16Ф 65          | 1/8Ф 120          | П 900                           | 1/8Ф 105                        | Ф 305                                | П 280                                | ПФ 110                               | 1/8Ф 105                             | ЧФ 100                               | ЧФ 100                               | 4100         | 21       | 2       |
| 6                        | Гарбінє Мугуруса     | 1/16Ф 130              | П 2000                 | 1/32Ф 70               | 1/32Ф 70               | 1/32Ф 10          | 1/8Ф 120          | 1/16Ф 65          | 1/8Ф 120          | ПФ 350                          | ПФ 350                          | ЧФ 190                               | ЧФ 100                               | ЧФ 100                               | ЧФ 60                                | 1/8Ф 1                               | A 0                                  | 3736         | 19       | 1       |
| 7                        | Медісон Кіз          | 1/8Ф 240               | 1/8Ф 240               | 1/8Ф 240               | 1/8Ф 240               | 1/32Ф 10          | ЧФ 215            | 1/8Ф 120          | ПФ 390            | Ф 585                           | Ф 585                           | П 470                                | ЧФ 190                               | ПФ 110                               | 1/16Ф 1                              | 1/16Ф 1                              |                                      | 3637         | 15       | 1       |
| 8                        | Домініка Цібулкова   | 1/64Ф 10               | 1/16Ф 130              | ЧФ 430                 | 1/16Ф 130              | 1/32Ф 35          | 1/32Ф 35          | Ф 650             | 1/16Ф 10          | Ф 585                           | 1/8Ф 105                        | П 470                                | П 280                                | П 280                                | ПФ 185                               | Ф 180                                | ПФ 110                               | 3625         | 22       | 3       |
| 9                        | Світлана Кузнецова   | 1/32Ф 70               | 1/8Ф 240               | 1/8Ф 240               | 1/32Ф 70               | 1/32Ф 10          | Ф 650             | 1/32Ф 10          | 1/8Ф 120          | ПФ 350                          | ЧФ 190                          | П 470                                | П 470                                | ЧФ 190                               | ЧФ 190                               | ПФ 110                               | ПФ 110                               | 3490         | 20       | 2       |
| Запасні\WTA Elite Trophy |                      |                        |                        |                        |                        |                   |                   |                   |                   |                                 |                                 |                                      |                                      |                                      |                                      |                                      |                                      |              |          |         |
| 10                       | Джоанна Конта        | ПФ 780                 | 1/64Ф 10               | 1/32Ф 70               | 1/8Ф 240               | 1/8Ф 120          | ЧФ 215            | 1/32Ф 10          | Ф 650             | ЧФ 190                          | ЧФ 190                          | П 470                                | ПФ 185                               | 1/8Ф 105                             | 1/8Ф 105                             | ЧФ 60                                | 1/8Ф 55                              | 3455         | 22       | 1       |
| 11                       | Карла Суарес Наварро | ЧФ 430                 | 1/8Ф 240               | 1/8Ф 240               | 1/8Ф 240               | A 0               | 1/32Ф 10          | 1/8Ф 120          | 1/32Ф 10          | П 900                           | ЧФ 190                          | ПФ 185                               | ПФ 185                               | ПФ 110                               | 1/8Ф 105                             | 1/8Ф 105                             | ЧФ 100                               | 3170         | 22       | 1       |

### Парний розряд
| Місце   | Пара                               | Очки   | Очки   | Очки   | Очки     | Очки     | Очки     | Очки     | Очки      | Очки      | Очки     | Очки     | Загалом очок | Турнірів | Титулів |
| Місце   | Пара                               | 1      | 2      | 3      | 4        | 5        | 6        | 7        | 8         | 9         | 10       | 11       | Загалом очок | Турнірів | Титулів |
| ------- | ---------------------------------- | ------ | ------ | ------ | -------- | -------- | -------- | -------- | --------- | --------- | -------- | -------- | ------------ | -------- | ------- |
| 1       | Каролін Гарсія Крістіна Младенович | П 2000 | П 1000 | Ф 1300 | Ф 650    | П 470    | П 470    | ЧФ 430   | Ф 305     | Ф 305     | 1/8Ф 240 | ЧФ 190   | 7360         | 16       | 4       |
| 2       | Мартіна Хінгіс Саня Мірза          | П 2000 | П 900  | Ф 650  | П 470    | П 470    | П 470    | ЧФ 430   | Ф 305     | 1/8Ф 240  | ЧФ 190   | ЧФ 190   | 6315         | 14       | 5       |
| 3       | Бетані Маттек-Сендс Луціє Шафарова | П 2000 | П 1000 | П 1000 | П 900    | Ф 305    | 1/32Ф 10 | 1/32Ф 10 | 1/8Ф 1    |           |          |          | 5226         | 8        | 4       |
| 4       | Катерина Макарова Олена Весніна    | Ф 1300 | П 900  | ПФ 780 | Ф 585    | ЧФ 430   | ПФ 390   | ЧФ 100   | 1/8Ф 10   | 1/8Ф 1    |          |          | 4496         | 9        | 1       |
| 5       | Андреа Главачкова Луціє Градецька  | Ф 1300 | П 470  | ЧФ 430 | ПФ 350   | П 280    | 1/8Ф 240 | 1/8Ф 240 | ЧФ 215    | ЧФ 215    | ЧФ 215   | ПФ 185   | 4140         | 17       | 2       |
| 6       | Чжань Хаоцін Чжань Юнжань          | П 900  | ЧФ 430 | ЧФ 430 | ПФ 390   | ПФ 350   | ПФ 350   | Ф 305    | П 280     | П 280     | ЧФ 215   | ПФ 185   | 4115         | 20       | 3       |
| 7       | Тімеа Бабош Ярослава Шведова       | Ф 1300 | Ф 650  | ПФ 390 | 1/8Ф 240 | 1/8Ф 240 | ЧФ 215   | ЧФ 190   | ЧФ 190    | ЧФ 190    | ПФ 185   | ПФ 185   | 3975         | 12       | 0       |
| 8       | Юлія Гергес Кароліна Плішкова      | ПФ 780 | ПФ 780 | Ф 650  | ПФ 350   | 1/8Ф 240 | 1/8Ф 240 | ЧФ 215   | 1/8Ф 105  | 1/8Ф 105  | 1/16Ф 10 | 1/16Ф 10 | 3485         | 11       | 0       |
| Запасні |                                    |        |        |        |          |          |          |          |           |           |          |          |              |          |         |
| 9       | Ракель Атаво Абігейл Спірс         | ПФ 780 | П 470  | ЧФ 215 | ЧФ 190   | ЧФ 190   | ЧФ 190   | ПФ 185   | 1/16Ф 130 | 1/16Ф 130 | ПФ 110   | ПФ 110   | 2700         | 21       | 1       |

## Переможниці та фіналістки

### Одиночний розряд
- Домініка Цібулкова —  Анджелік Кербер, 6–3, 6–4

### Парний розряд
- Катерина Макарова /  Олена Весніна —  Бетані Маттек-Сендс /  Луціє Шафарова, 7–6(7–5), 6–3